# Krzynia (jezioro)
Krzynia (także Krzemień, kaszb. Krziniô) – zbiornik retencyjny na rzece Słupi w Polsce, położony na obszarze Wysoczyzny Polanowskiej w Parku Krajobrazowym Dolina Słupi w województwie pomorskim, w powiecie słupskim, na terenie gminy Dębnica Kaszubska.
Zbiornik został utworzony w latach 1925–1926 i obejmuje 2,6 miliona m³ (o długości 3,5 kilometrów, szerokości 0,4 kilometra i ogólnej powierzchni: 75 ha), znajduje się na wysokości 37,3 m n.p.m. w pobliżu Krzyni.
Krzynia spełnia funkcje energetyczne (Elektrownia Wodna Krzynia o mocy 920 kW) i rekreacyjno-turystyczne (szlak turystycznych spływów kajakowych rzeką Słupią).